# 에이나가 다카토라
에이나가 다카토라(일본어: 永長 鷹虎, 2003년 4월 7일 ~ )는 일본의 축구 선수로, 포지션은 미드필더, 공격수이다. 현재 가와사키 프론탈레에서 테게바자로 미야자키로 임대되어 뛰고있다.

## 구단 경력
그는 2022년 J1리그의 가와사키 프론탈레에 입단했다. 2023년 6월 J2리그의 미토 홀리호크로 이적했다. 2024년 더스파 군마와 테게바자로 미야자키에서 뛰었다. 2025년 J3리그의 FC 류큐로 이적했다.

## 국가대표팀 경력
그는 2023년 FIFA U-20 월드컵에 참가할 일본 U-20 국가대표팀에 발탁되었으며, 2경기에 출전했다.